# Rue de Bruxelles (Lille)
Pour les articles homonymes, voir Rue de Bruxelles.
Ne doit pas être confondu avec Liste des rues de Bruxelles-ville.
La rue de Bruxelles est une voie du quartier Saint Michel à Lille, où les facultés de l'université de Lille ont été bâties à la fin du XIXe siècle. Y sont situés le Musée d'histoire naturelle de Lille et l'Institut industriel du Nord.

## Origine du nom
Son nom correspond à la ville de Bruxelles, capitale de la Belgique, pour célébrer les relations entre la France et la Belgique.[réf. nécessaire]

## Bâtiments remarquables et lieux de mémoire

### Institut industriel du Nord
L’Institut industriel du Nord de la France, appelé couramment Institut industriel du Nord ou I.D.N., est l'entité de recherche et de formation des ingénieurs à l’École centrale de Lille de 1872 à 1991. L'institut déménage à Pâques 1875 dans des bâtiments dédiés sur un terrain de 7 716 m2 entre la rue Jeanne-d'Arc, la rue Jean Bart, la rue de Bruxelles et la rue Malus, en remplacement des locaux de la rue du Lombard utilisés depuis 1854 pour la formation des ingénieurs lillois.
Les bâtiments de l'Institut industriel du Nord (IDN) ont été construits entre 1873 et 1875, selon les plans de l'architecte Charles Alexandre Marteau et sous la direction de l'ingénieur des ponts Henri Masquelez.
Le bâtiment administratif et de direction de l'Institut est accessible au 2, rue de Bruxelles, tandis que l'entrée principale est située rue Jeanne-d'Arc. L'aile parallèle à la rue de Bruxelles a servi de laboratoires d'électricité, de chimie métallurgie ; elle est séparée de la rue de Bruxelles par un jardin centenaire. Une cheminée en brique, aujourd'hui détruite, était adjacente à la forge du laboratoire de métallurgie et du laboratoire de mécanique à l'angle entre la rue de Bruxelles et la rue Jean Bart. Les amphithéâtres de l'Institut industriel du Nord ont servi aux cours magistraux pour élèves-ingénieurs IDN jusqu'en 1968.
En 1968, le bâtiment est réattribué au ministère de l'équipement et a bénéficié de nombreuses transformations intérieures, tandis que l'Institut industriel du Nord déménage sur le campus universitaire de la Cité scientifique dans les locaux actuels de l'École centrale de Lille.
Le bâtiment héberge des bureaux du Ministère de l'Écologie, du Développement durable, des Transports et du Logement (ministère de l'équipement), en particulier le siège de la direction territoriale Nord-Picardie du Cerema (ancien CETE Nord-Picardie), la direction interdépartementale des routes Nord (DRE) et l'institut national de l'information géographique et forestière (IGN).

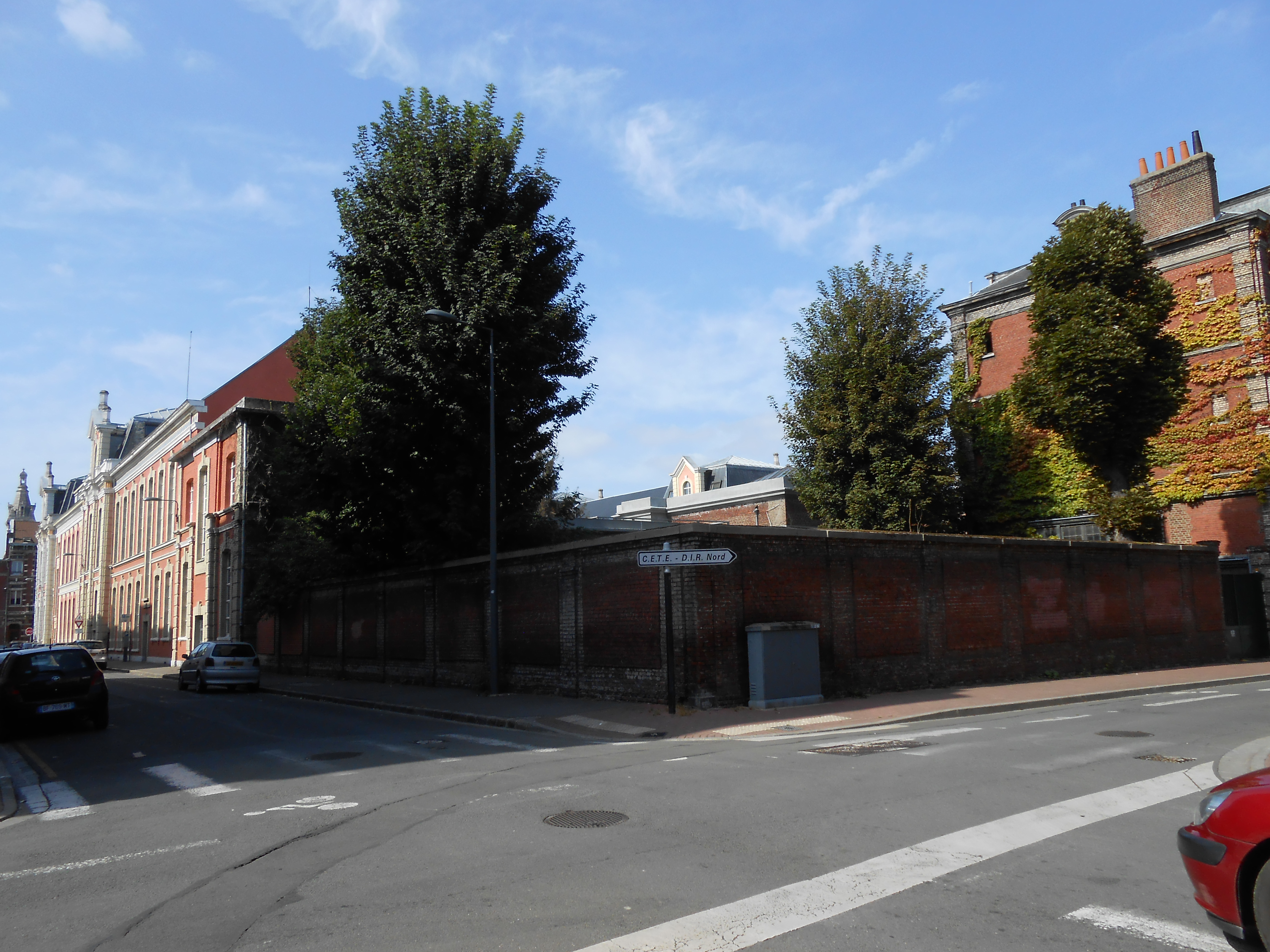
Intersection avec la rue Malus
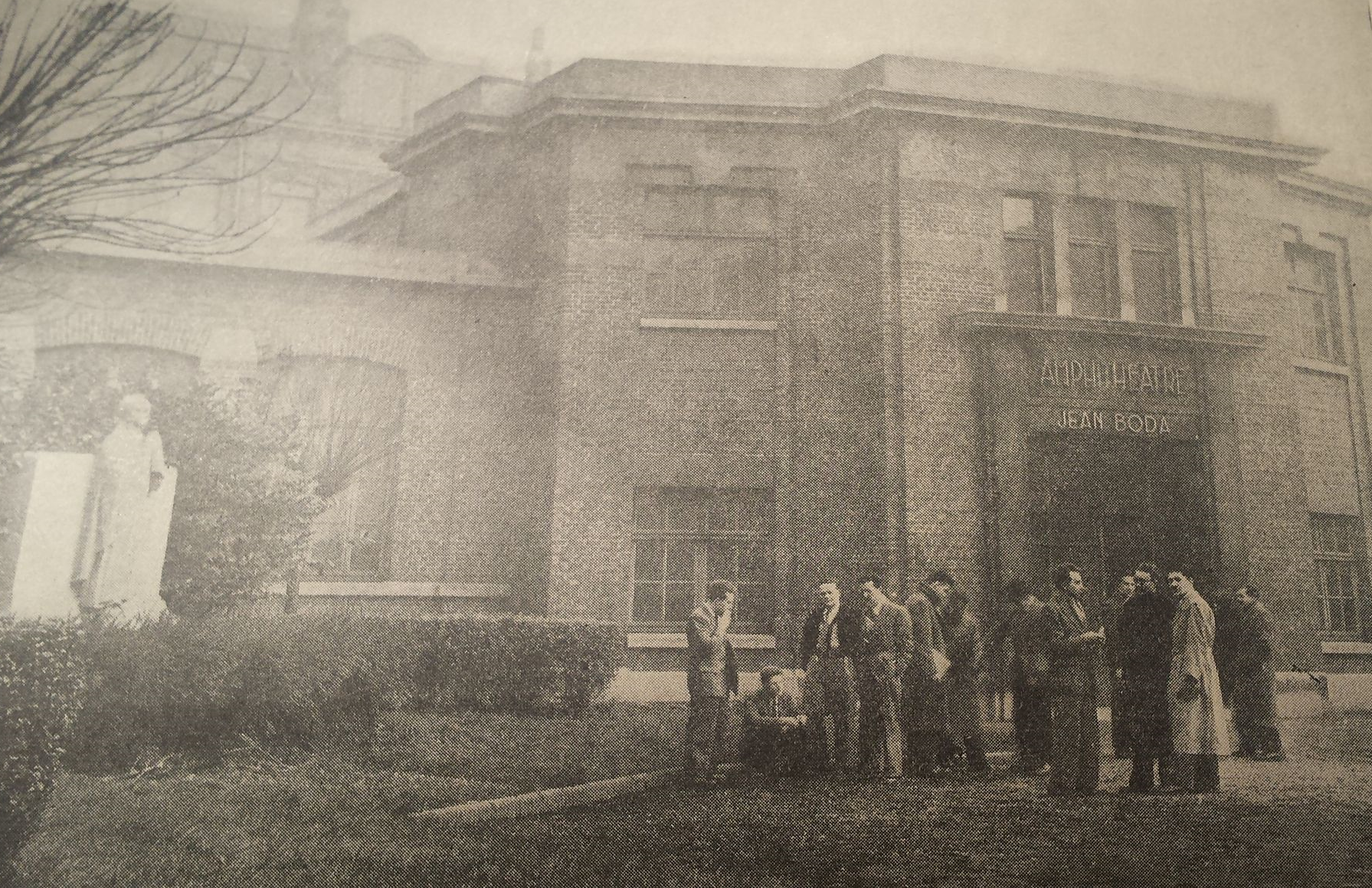
Monument aux morts IDN et amphithéâtre Jean Boda en 1954
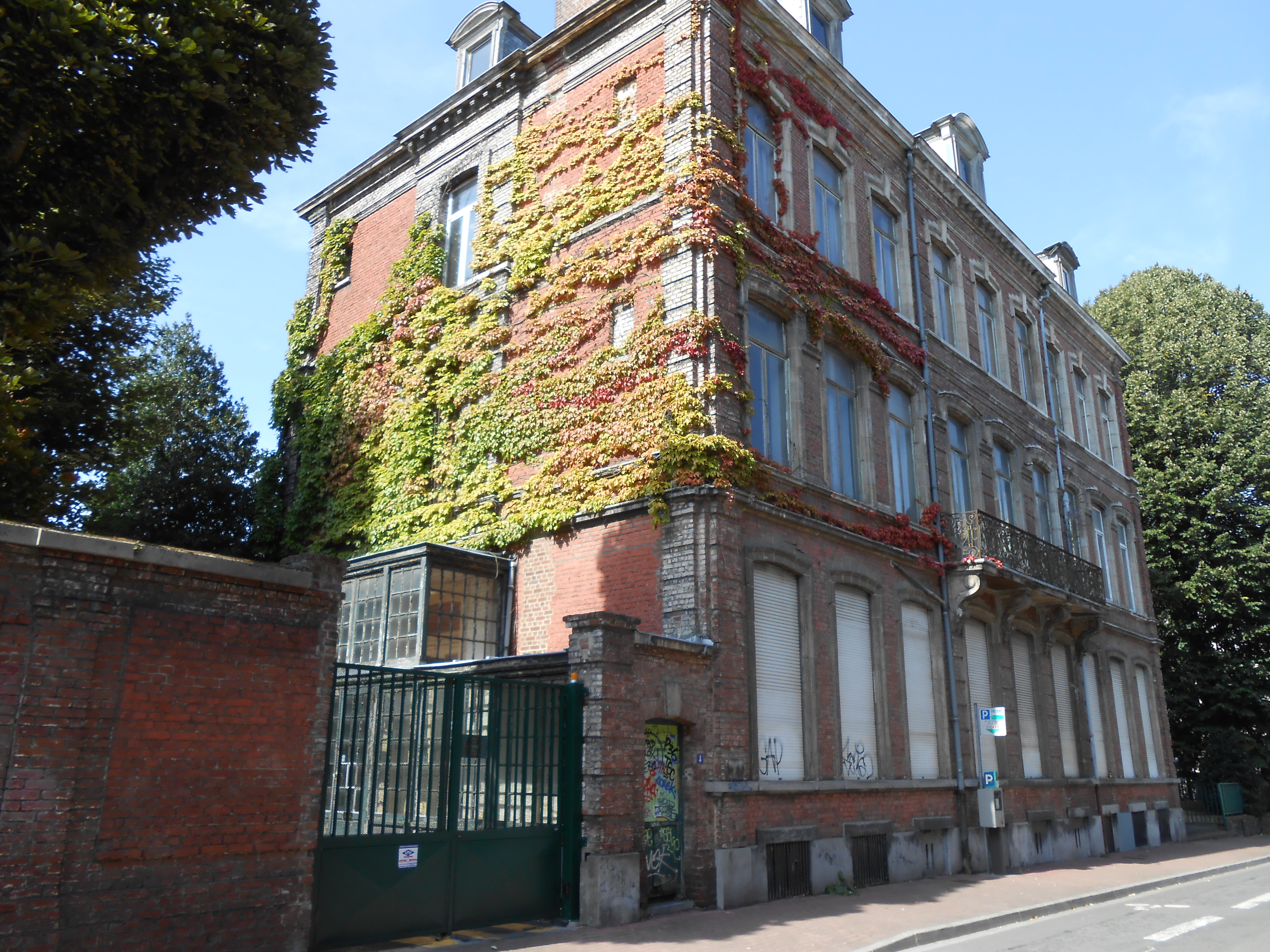
Ancienne maison de direction de l'Institut industriel du Nord (IDN) (1872-1968)
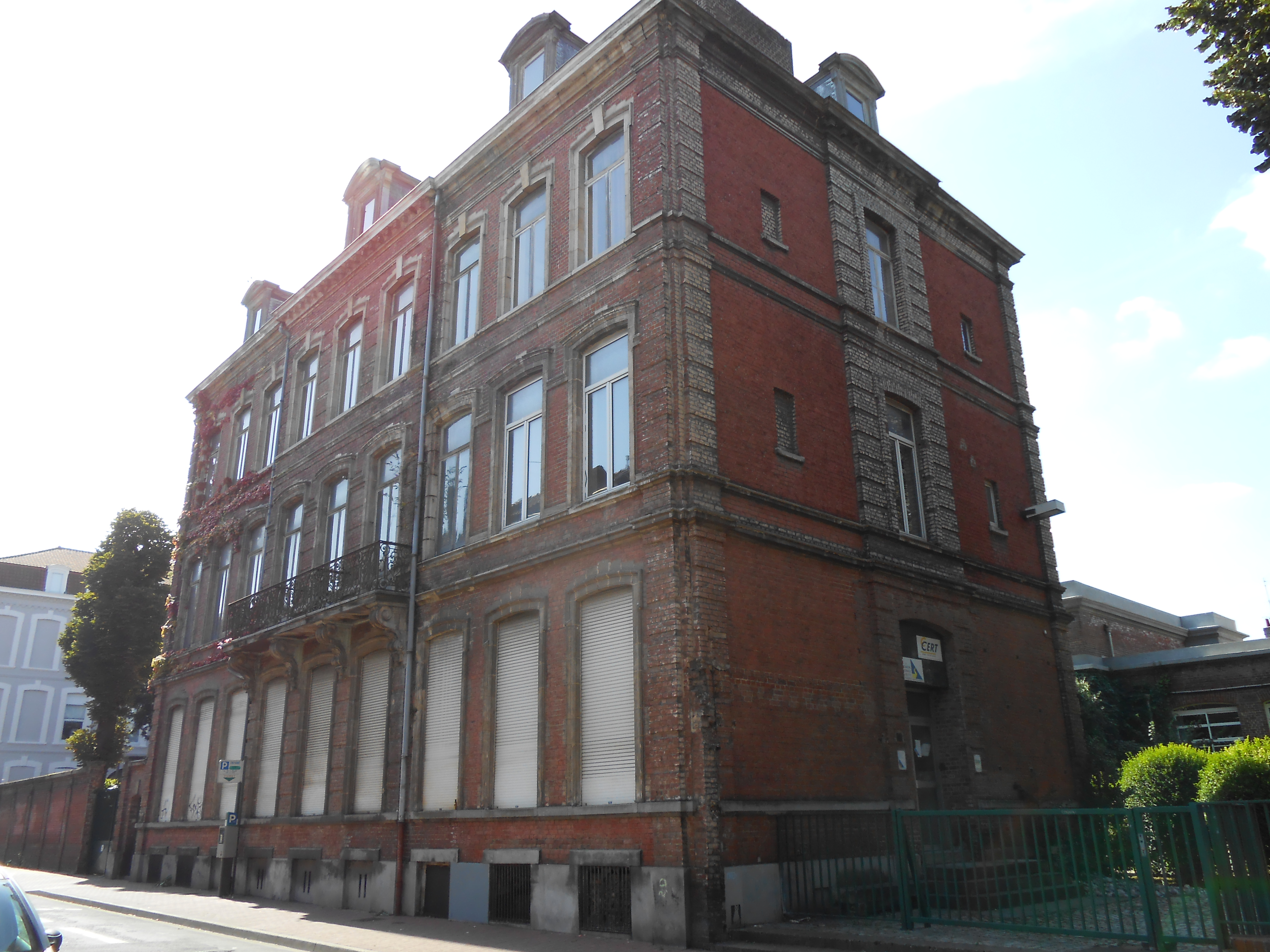
Ancienne maison de direction de l'IDN, avant la rénovation de 2014
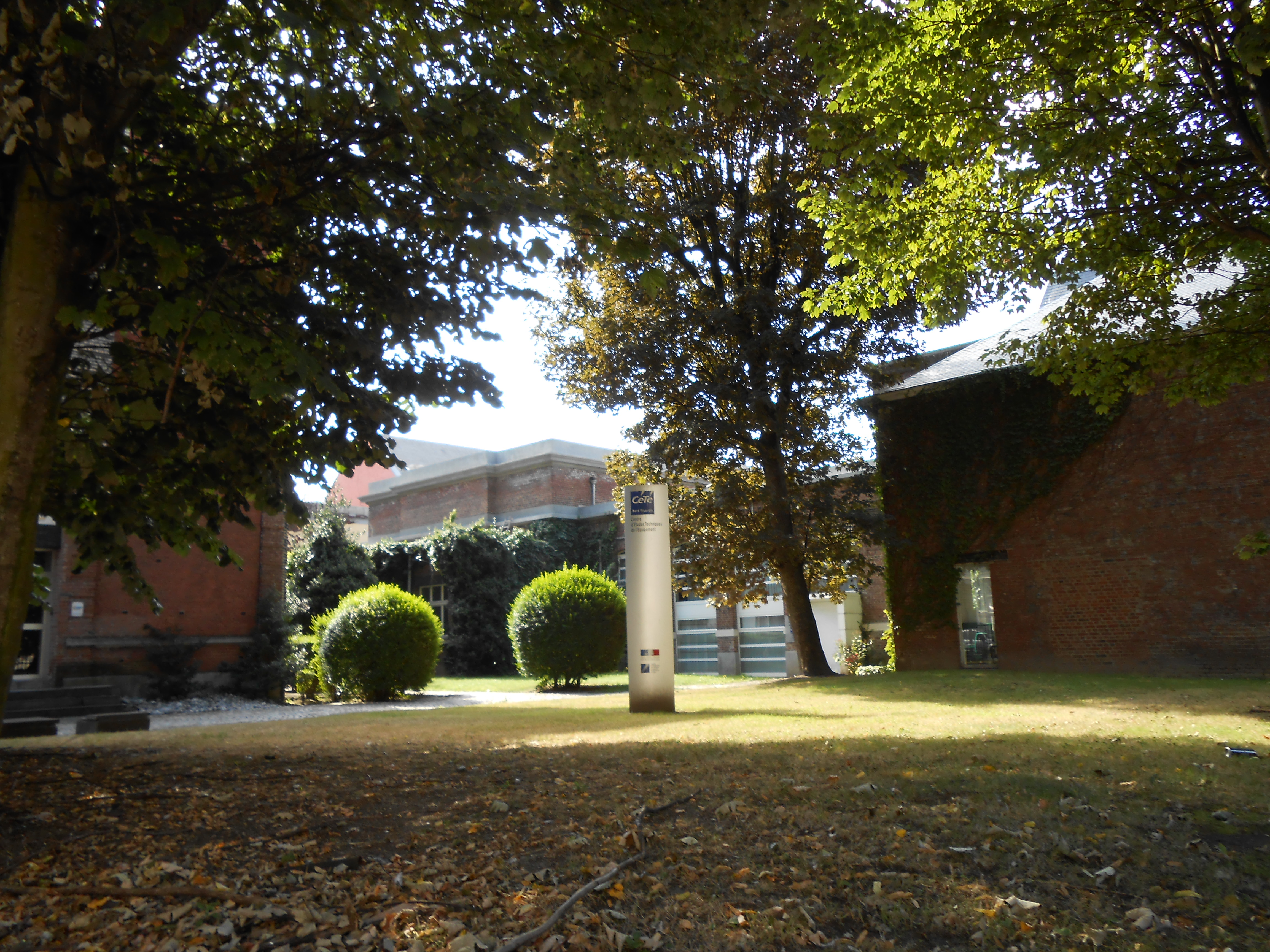
Jardin de la forge de l'Institut industriel du Nord
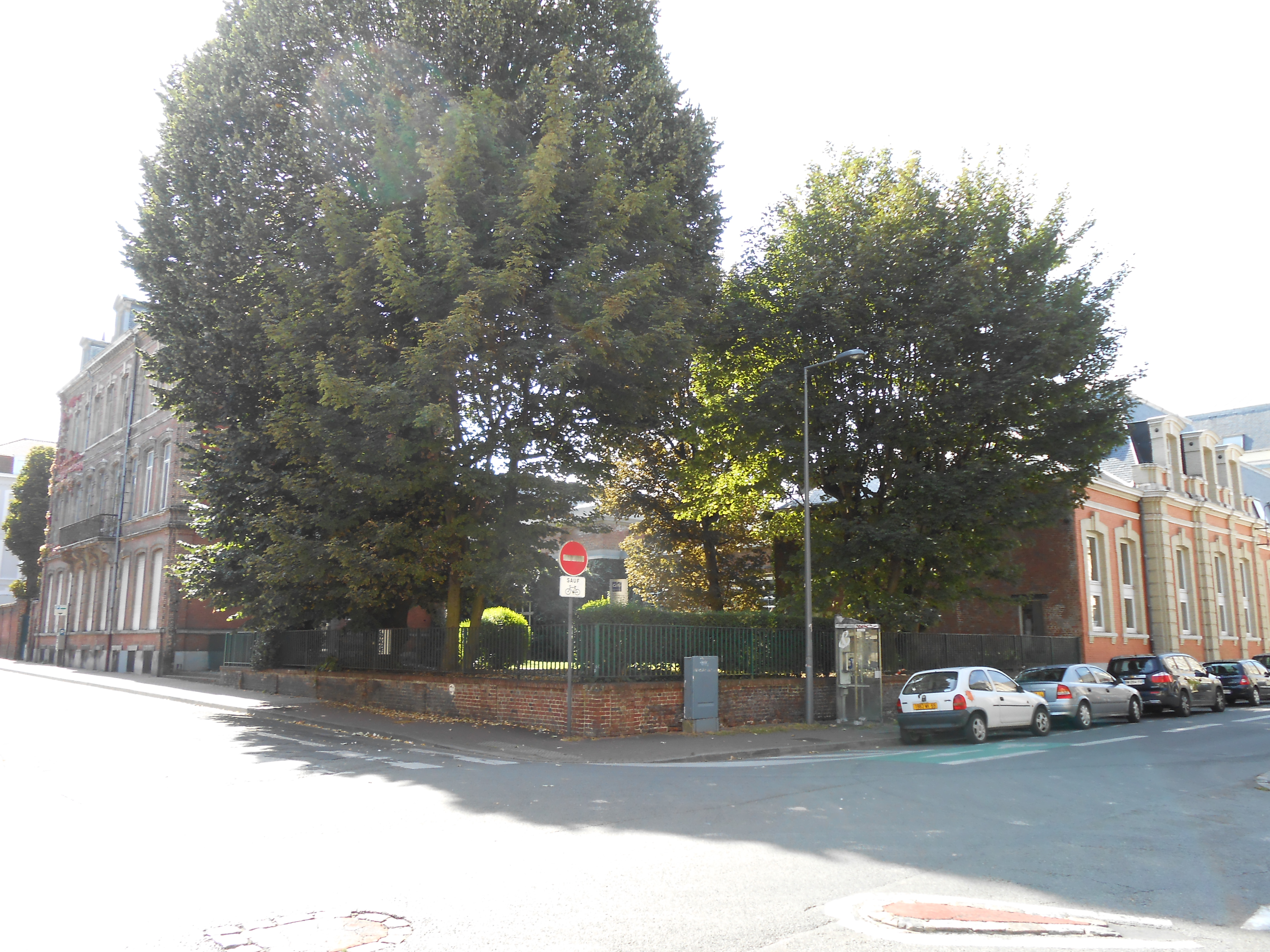
Intersection avec la rue Jean Bart

### Musée d'histoire naturelle de Lille
Entre la rue Malus et la rue Gosselet, le musée d'histoire naturelle de Lille a été ouvert rue de Bruxelles en 1900.

### Institut de sciences naturelles de Lille
En 1895, l'institut des sciences naturelles de Lille s'installe dans le quadrilatère limité par la rue de Bruxelles, la Rue Malus, la rue Claude Bernard et la rue Gosselet, jouxtant l'Institut industriel du Nord par la rue de Bruxelles et la rue Malus.
Il se trouve donc de 1895 à 1968, à l'arrière du musée d'histoire naturelle, avant son déménagement sur le campus de l'université (Campus Lille I).

## Voir aussi

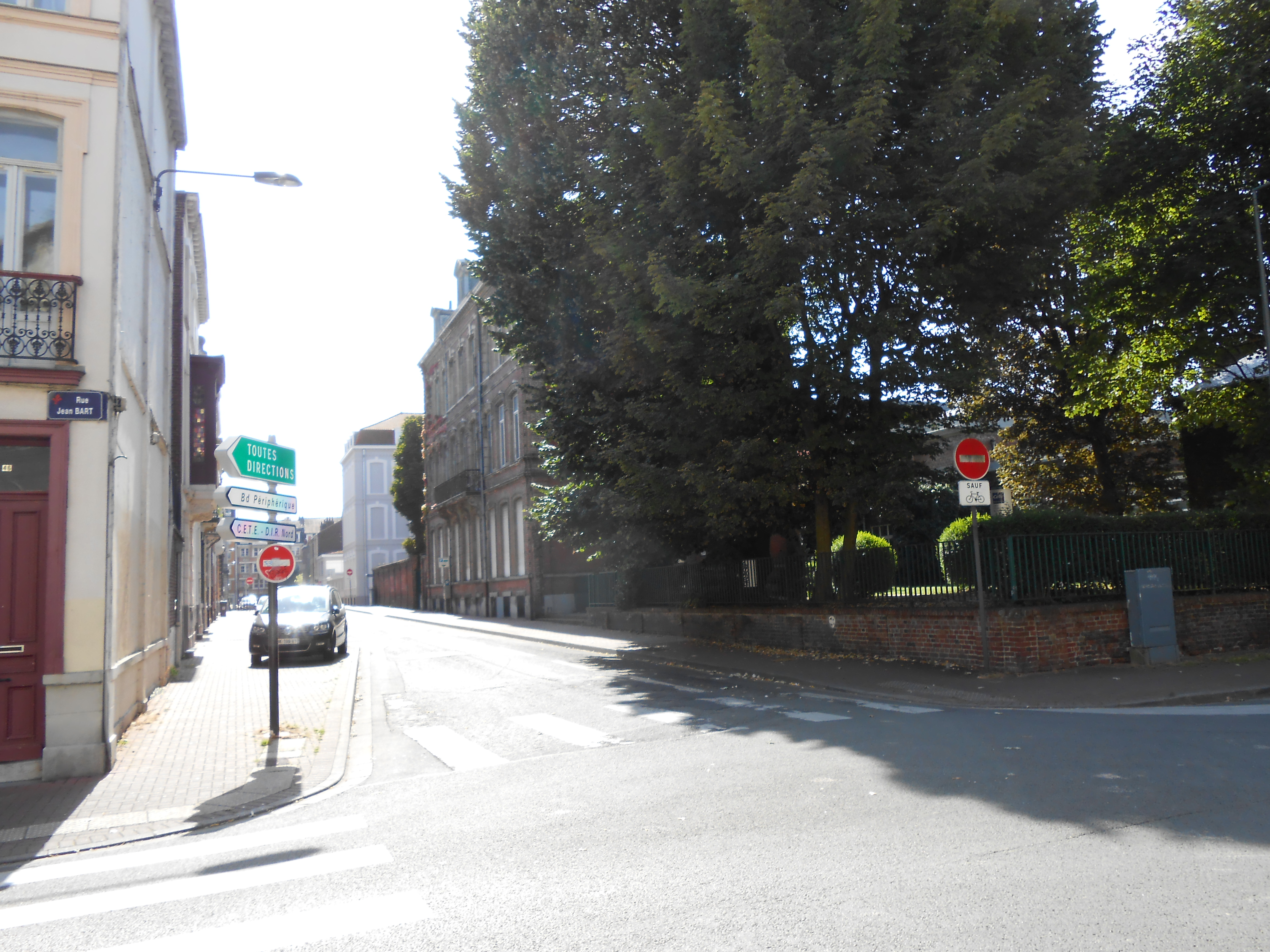
Intersection entre rue de Bruxelles et rue Jean-Bart